# Преображенка (Тобольский район)
Преображе́нка — село в Тобольском районе Тюменской области России. Входит в состав Абалакского сельского поселения.

## История
Село основано на месте татарского городка Кысым-Тура.Татары объяснили название тем, что в древние времена одна из дочерей хана была увезена и изнасилована своим похитителем. Когда же посланные в погоню воины догнали их, то застигли в объятиях друг друга. Воины убили их обоих вместе с лошадью, на которой была увезена дочь хана, и закопали в землю на этом месте. . Деревня Преображенка (село Преображенское) поселение очень старое. Преображенка была основана еще в конце XVI в., выходцами с Русского Севера. Деревня принадлежала Тобольскому Софийскому дому. В 1624 г. в селе Преображенском было 5 дворов.
В 1710 г. в Преображенском было 20 дворов. В 1739-1741 гг. историк Герард Миллер писал: «Село Преображенское, на восточном высоком берегу Иртыша, в одной версте от Выходцовой. Принадлежит к владениям архиерейского дома в Тобольске. Здесь имеется каменная церковь Преображения Господня». До 1782 г. село Преображенское являлось центром волости. Затем волостное правление было перенесено в Абалак. 
В 1859 г. в с. Преображенском было 47 дворов, которые населяли государственные крестьяне и церковные служители. Численность населения на том момент 239 чел.: крестьян – 221 человек (110 м., 111 ж.), церковных служителей – 18 (11 м., 7 ж.). В 1868 г. в с. Преображенском находилось 56 дворов, проживало 293 человека.
В 1885 г. в селе Преображенском открылась церковно-приходская школа. В 1897 г. в ней преподавала выпускница Тобольского женского епархиального училища Елена Андреевна Маляревская.
В 1897 г. в селе 59домов, 5 зданий на общественной земле, население – 368 человек. Пофамильный состав населения: Рябковы (17 семей), Низовские (5 семей), Бухаровы (3 семьи), Еперины (8 семей), Кривогузовы (8 семей), Савины (4 семьи), Зубовы (6 семей), Малышевы, Яковлевы, Рычковы (по 2 семьи), Каратаевы, Степины, Шавкуновы, Федоровы (по 1 семье). Жители занимались земледелием. Побочными занятиями являлись ткачество, плетение сетей, плотничество и извоз.

## География
Село находится в северной части Тюменской области, в пределах Западно-Сибирской равнины, на правом берегу реки Иртыш, на расстоянии примерно 13 км (по прямой) к востоку-юго-востоку (ESE) от города Тобольск, административного центра района.
Климат
Климат характеризуется как резко континентальный, с длительной морозной зимой и коротким тёплым летом. Средняя многолетняя температура самого холодного месяца (января) составляет −18,6 °С (абсолютный минимум — −49 °С), температура самого тёплого (июля) — 17,6 °С (абсолютный максимум — 38 °С). Безморозный период длится в течение 111 дней. Среднегодовое количество осадков — 200—427 мм, из которых около 70 % приходится на период с мая по сентябрь. Снежный покров держится в среднем 156 дней.
Часовой пояс
Село Преображенка, как и вся Тюменская область, находится в часовой зоне МСК+2. Смещение применяемого времени относительно UTC составляет +5:00.

## Население
| 2010 |
| ---- |
| 224  |

Половой состав
По данным Всероссийской переписи населения 2010 года, в гендерной структуре населения мужчины составляли 50 %, женщины — соответственно также 50 %.
Национальный состав
Согласно результатам переписи 2002 года, в национальной структуре населения русские составляли 89 % из 269 чел.